# Chiquimula (cidade)
Chiquimula é uma cidade da Guatemala do departamento de Chiquimula. É a capital do departamento.